# سیرک پرنده مانتی پایتان
سیرک پرنده مانتی پایتان (انگلیسی: Monty Python's Flying Circus (در فصل پایانی صرفاً مانتی پایتان) یک مجموعه تلویزیونی بریتانیایی شامل طرح‌های کمدی اثر گروه کمدی مانتی پایتان بود که از ۱۹۶۹ تا ۱۹۷۵ از شبکهٔ بی‌بی‌سی پخش می‌شد.